# Dinozoa
Dinozoa је група алвеолатних протиста коју карактерише присуство ванједарног микротубуларног вретена, које буши кроз једро у виду цитоплазматских каналића. Кортикалне алвеоле у овој групи су јасно одвојене и надувене, обично са густим базалним штапићем, издељеним на квадрате, и дводелним трихоцистама које поседују увијене и шупље филаменте.